# Hansjörg Wirz
Pour les articles homonymes, voir Wirz.
Hansjörg Wirz, né le 9 juin 1943, a été le président de l'Association européenne d'athlétisme de 1999 à 2015.
Il est membre du conseil de l'Association internationale des fédérations d'athlétisme depuis la même date. Il a dirigé le meeting du Weltklasse de Zurich de 2000 à 2006 et, de 1994 à 2002, il a été chef de mission des Jeux olympiques auprès du Comité olympique suisse.
C'est également un ancien athlète qui a participé aux Jeux olympiques d'été de 1972 à Munich sur 400 m haies.